# Аршинел, Александру
Александру Аршинел (рум. Alexandru Arșinel; 4 июня 1939, Долхаска, Байя — 29 сентября 2022, Бухарест) — румынский театральный деятель, режиссёр, актёр театра, кино, телевидения и дублирования. Директор Театра комедии «Константин Тэнасе» в Бухаресте. Почётный гражданин Сучавы и Бухареста.

## Биография
Окончил Институт театра и кино «И. Л. Караджале» (IATC) (1962). В том же году дебютировал на сцене Венгерского театра в Тыргу-Муреш. С 1964 года выступал в Театре комедии «Константин Тэнасе» в Бухаресте. С 1998 года — директор театра.

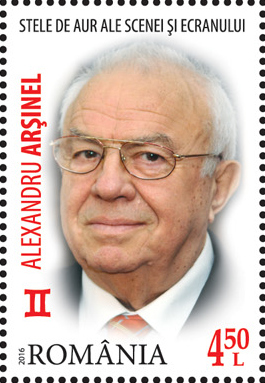

Амплуа — комик. Звезда кинематографа, театра и телевидения Румынии. Снялся в ряде фильмов и телесериалах, развлекательных шоу на ТВ, выступал на радио в стране и за рубежом. Дублировал множество фильмов и мультфильмов (в частности, его голосом говорит Шериф из американской полнометражной анимационной комедии «Тачки»).

## Избранная фильмография
- Ultimele zile ale verii (1976);
- Ana și «hoțul» (1981);
- Ca-n filme (1983);
- Colierul de turcoaze (1985);
- Vară sentimentală (1986) ;
- Colierul de turcoaze (1986);
- În fiecare zi mi-e dor de tine (1987);
- Flăcăul cu o singură bretea (1990);
- Miss Litoral (1990);
- A doua cădere a Constantinopolului (1993);
- Paradisul în direct (1994);
- Rǎzboiul Sexelor (ТВ, 2007—2008);
- Toată lumea din familia noastră (2012)

## Награды
- Командор ордена «За заслуги перед культурой»[рум.] в категории D «Исполнительское искусство» (2004, Румыния)[4].
- За время своей карьеры получил множество призов, медалей, орденов, среди которых специальный приз UNITER (2000), премия за музыкальные выступления на Гала-концерте журнала «Новости Мюзикл» UCMR (2008), премии за выдающиеся достижения и за всю артистическую карьеру (2009, 2010), награда за популярность в категории «Актёры» (2010), почётная медаль Федерации еврейской общины Румынии (2010), Специальная премия и почётный диплом, присуждаемый Министерством культуры и национального наследия по случаю 50-летия карьеры (2012), специальная награда «Посол румынского театра» (2013), четырежды поднимался на подиум в категории «Лучшая мужская роль».
- В 2016 году Почта Румынии выпустила почтовую марку с его изображением в серии «Звёзды театра и кино Румынии».